# Памятник Петру Мироновичу Машерову (Витебск)
Памятник Петру Мироновичу Машерову — памятник в Витебске, расположенный на улице Замковой, возле гостиницы «Витебск». Построен в 1980 году в честь советского партийного и государственного деятеля Петра Мироновича Машерова. Авторы — скульптор З. Азгур, архитектор Ю. Казаков. Бюст отлит на Минском заводе монументальных скульптур. Открыт 18 ноября 1980 года.

## Описание
В центре площадки, выложенной серыми плитами полированного гранита, на прямоугольном постаменте (высота постамента 2,5 м), облицованном красным гранитом, установлен бюст П. М. Машерова (высота — 1,2 м). На постаменте изображение 2- х орденов Ленина, медалей «Золотая Звезда», «Серп и Молот» и надпись: «Машеров Петр Миронович Герой Советского Союза, Герой Социалистического Труда».
Слева от бюста асимметрично выдвинутый вперед гранитный камень кубовидной формы. По бокам её рельефы, символизирующие боевые и трудовые успехи П. М. Машерова. На лицевой стороне изображение флага и цифры «1941-1945». Скошенная боковая грань украшена шипами, серпом и молотом на наковальне.
Торжественность и декоративность памятнику придают также цветовые контрасты красного и серого гранита с темной бронзой. Ясность пластической формы, композиционная связь с местом — своеобразие памятника. Архитектурно-планировочная композиция памятника состоит из 4 лужаек, асимметричных площадок, обнесенных бордюром.